# Glipa formosana laterufa
Glipa formosana laterufa es una subespecie de coleóptero de la familia Mordellidae.

## Distribución geográfica
Habita en la isla de Formosa.